# Société nouvelle de peintres et de sculpteurs
La Société nouvelle de peintres et de sculpteurs est une association artistique française fondée à Paris en juin 1899 et dissoute en 1914. Elle regroupait des créateurs venus de plusieurs pays et organisa plusieurs expositions collectives.

## Historique

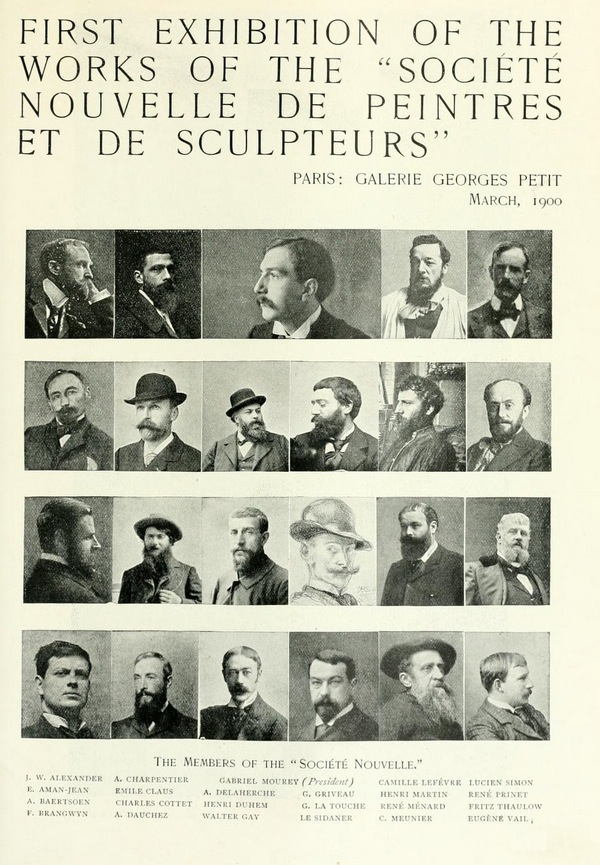
Annonce parue dans The Studio en mars 1900 : 1re exposition de la Société nouvelle de peintres et de sculpteurs.

Le critique d'art Gabriel Mourey fait annoncer par le biais de la presse artistique le lancement en juin 1899 de la Société nouvelle de peintres et de sculpteurs, qui regroupe dans un premier temps dix-sept peintres et trois sculpteurs,. Interrogé par le journal La Liberté, le peintre Edmond Aman-Jean, qui en est membre, en justifie la création ainsi : « [Cette] société repose simplement sur la nécessité que certains d'entre nous éprouvaient de se grouper selon leurs sympathies, et non point seulement leurs sympathies de personnes, mais aussi leurs sympathies d'art, de se réunir entre soi, de se rencontrer, mais en très petit comité, en une société minuscule, si je puis ainsi dire, en une mot, de constituer une sorte de cercle artistique. »
Collaborateur à Art et décoration, futur directeur de la revue Les Arts de la vie (1904-1905), mais aussi correspondant du magazine d'origine britannique The Studio pour son édition française, Mourey parvient donc à rassembler autour de son projet certains médias et le galeriste Georges Petit, dans le but de préparer une première exposition chez ce dernier le 14 mars 1900, rue de Sèze. Vingt-deux sociétaires exposants furent conviés : John White Alexander, Edmond Aman-Jean, Albert Baertsoen, Frank Brangwyn, Alexandre Charpentier, Emile Claus, Charles Cottet, André Dauchez, Auguste Delaherche, Henri Duhem, Walter Gay, Georges Griveau, Gaston de La Touche, Camille Lefevre, Henri Le Sidaner, Henri Martin, René Ménard, Constantin Meunier, René-Xavier Prinet, Lucien Simon, Frits Thaulow et Eugène Lawrence Vail,.
Une deuxième exposition est organisée du 12 au 29 mars 1901 toujours chez Georges Petit. Après une troisième exposition chez Petit début 1902 dans laquelle figure une œuvre d'Auguste Rodin, c'est la galerie Durand-Ruel qui accueille la 4e manifestation annuelle à partir du 14 février 1903 ; plusieurs nouveaux membres apparaissent alors tels que Jacques-Émile Blanche, Louis Dejean, Jules Desbois, Antonio de La Gandara et Ignacio Zuloaga. Une 5e exposition est inaugurée en avril 1904 de nouveau chez Petit et rassemble les créations de vingt artistes sur les désormais 27 membres officiels. Lors de la 6e exposition ouverte en janvier 1905 chez Petit, on note un nouveau sociétaire, le peintre Raoul André Ulmann.
Mourey en reste président jusqu'en 1906 ; Auguste Rodin lui succède, et rebaptise l'association en Société de peintres et de sculpteurs, poursuivant ses expositions chez Georges Petit. Une rétrospective de ses membres est organisée à la Albright Art University de  Buffalo (États-Unis) en novembre-décembre 1911 : on y trouve de nouveaux sociétaires tels que Albert Besnard, Eugène Carrière, Charles Despiau, Eugène Lagare (1870-?), James Wilson Morrice, Jane Poupelet, Jean-François Raffaëlli, Paul Troubetzkoy ; les travaux de quatre artistes extérieurs furent également exposés, signés par les sculpteurs Antoine Bourdelle et Pierre-Félix Fix-Masseau, le peintre Georges Desvallières, et le graveur Auguste Lepère.
Furent également associés à d'autres expositions, dont une au musée des Beaux-Arts de Boston en 1912, les artistes suivants : Albert Bartholomé, Marie Bernières-Henraux, Henry Caro-Delvaille, Charles Conder, Alfred Jean Halou, Bernhard Hoetger, Ernest Laurent, Maurice Lobre, Manette Lyée de Belleau, Aristide Maillol, John Singer Sargent, Lucien Schnegg, Gaston Schnegg, Victor Segoffin, Walter Sickert, Zacharie Zakarian.
Puis le groupe cesse ses activités durant l'été 1914, avec l'entrée en guerre.